# Taalgrens

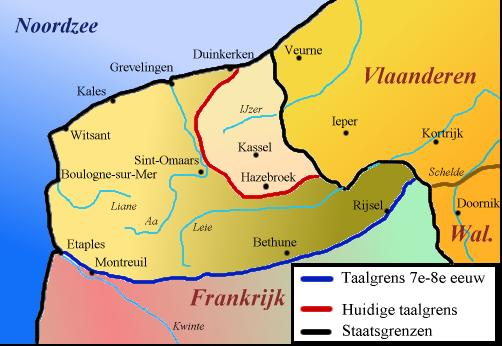
Kaartje van de taalgrens tussen de Germaanse en Romaanse talen (meer bepaald tussen Nederlands en Frans) in Frans-Vlaanderen in de 7e-8e eeuw (blauwe lijn) en in de 20e eeuw (rode lijn).

Een taalgrens is een grens tussen gebieden waar een verschillende taal wordt gesproken.
De term wordt meestal gebruikt om naar de grens tussen de Germaanse en Romaanse talen in West-Europa te verwijzen. Die grens loopt onder andere door België, Frankrijk en Zwitserland. De taalgrens in België, tussen het Nederlandstalige noorden en het Franstalige zuiden, loopt van west naar oost en is wettelijk vastgelegd. Verder is er een taalgrens in het Franse department Moselle en in de Elzas, en spreekt men van de Röstigraben (rösti-grens) tussen de Duitse en Franse gebieden in Zwitserland.